# Dubai World Cup
La Dubai World Cup è una competizione ippica che si svolge a marzo a Dubai nell'impianto di Meydan 
(in arabo ميدان‎?), dal significato di luogo di aggregazione o foro, ippodromo della famiglia Al Maktūm.

## Descrizione
Durante la giornata si alternano nove corse e relativi premi per un totale di 28 milioni di euro: al vincitore della gara principale D.W.C. spettano 11 milioni di euro, che è la borsa-premio più ricca del mondo.
La competizione è stata ideata dallo sceicco Mohammed bin Rashid Al Maktum nel 1996 e attira ogni anno molte migliaia di appassionati, aristocratici e il gotha dell'ippica mondiale.
Dal 2006 la corsa è stata ripresa dal TVG Network e HRTV; in seguito dalla ABC divenendo la prima corsa ippica andata in onda su una tv nazionale negli Stati Uniti.
Ogni corsa è preceduta da uno spettacolo di 15 minuti, prodotto nel 2005, nel 2007 e nel 2009 da una casa di produzione italiana, la K-events Filmmaster Group, al quale assistono 65.000 spettatori. La corsa rappresenta, anche per l'abbigliamento e la partecipazione internazionale, uno degli appuntamenti più attraenti del mondo.
Sino al 2010 le gare sono state ospitate presso l'ippodromo di Nad Al Sheba. Tra i vincitori figurano i fantini italiani Frankie Dettori per 4 volte e Mirco Demuro.

## Vincitori
| Anno | Vincitore           | Età | Fantino          | Allenatore         | Proprietario                               | Tempo   |
| 1996 | Cigar               | 6   | Jerry Bailey     | William I. Mott    | Allen E. Paulson                           | 2:03.84 |
| 1997 | Singspiel           | 5   | Jerry Bailey     | Michael Stoute     | Sheikh Mohammed                            | 2:01.91 |
| 1998 | Silver Charm        | 4   | Gary Stevens     | Bob Baffert        | Bob & Beverly Lewis                        | 2:04.29 |
| 1999 | Almutawakel         | 4   | Richard Hills    | Saeed bin Suroor   | Hamdan Al Maktoum                          | 2:00.65 |
| 2000 | Dubai Millennium    | 4   | Frankie Dettori  | Saeed bin Suroor   | Godolphin Racing                           | 1:59.50 |
| 2001 | Captain Steve       | 4   | Jerry Bailey     | Bob Baffert        | Michael E. Pegram                          | 2:00.40 |
| 2002 | Street Cry          | 4   | Jerry Bailey     | Saeed bin Suroor   | Godolphin Racing                           | 2:01.18 |
| 2003 | Moon Ballad         | 4   | Frankie Dettori  | Saeed bin Suroor   | Godolphin Racing                           | 2:00.48 |
| 2004 | Pleasantly Perfect  | 6   | Alex Solis       | Richard Mandella   | Diamond A Racing Corp.                     | 2:00.24 |
| 2005 | Roses in May        | 5   | John Velazquez   | Dale L. Romans     | K & S Ramsey                               | 2:02.17 |
| 2006 | Electrocutionist    | 5   | Frankie Dettori  | Saeed bin Suroor   | Godolphin Racing                           | 2:01.32 |
| 2007 | Invasor             | 5   | Fernando Jara    | Kiaran McLaughlin  | Shadwell Stable                            | 1:59:97 |
| 2008 | Curlin              | 4   | Robby Albarado   | Steve Asmussen     | Stonestreet Stables & Midnight Cry Stables | 2.00.15 |
| 2009 | Well Armed (USA)    | 6   | Aaron Gryder     | Eoin G. Harty      | WinStar Farm LLC                           | 2:01.01 |
| 2010 | Gloria de Campeão   | 7   | T.-J.Pereira     | Pascal Bary        | Estrela Energia Stables                    | 2:03.83 |
| 2011 | Victoire Pisa (JPN) | 4   | Mirco Demuro     | Katsuhiko Sumii    | Yoshimi Ichikawa                           | 2:05.94 |
| 2012 | Monterosso          | 5   | Mikael Barzalona | Mahmoud Al Zarooni | Godolphin Racing                           |         |